# Bužinija
Bužinija is een plaats in de gemeente Novigrad in de Kroatische provincie Istrië. De plaats telt 467 inwoners (2001).